# Barry Downing
Barry Downing (Syracuse, 1938) è un pastore protestante statunitense presbiteriano.
Noto anche come B.H. Downing, è conosciuto soprattutto per il suo libro The Bible and Flying Saucers del 1968, nel quale afferma che gli UFO sono responsabili di molti eventi della Bibbia. Downing è anche un sostenitore della teoria degli antichi astronauti.

## Biografia
Downing ha conseguito un dottorato di ricerca sul rapporto tra religione e scienza presso l'Università di Edimburgo in Scozia. Ha anche una laurea in fisica presso l'Università di Hartwick e una laurea presso il Princeton Theological Seminary. Nel 2008 ha lavorato come delegato del Princeton Theological Seminary all'inaugurazione di Margaret L. Drugovich come decimo presidente dell'Università di Hartwick. È stato pastore della Northminister Presbyterian Church a Endwell, New York. A Edimburgo ha preparato, con il Prof. John McIntyre e il Prof. Thomas F. Torrance, la sua tesi dal titolo “Implicazioni escatologiche della comprensione del tempo e dello spazio nel pensiero di Isaac Newton", accettata nel 1966. È citato nel Who's Who in Theology and Science, così come in The Encyclopedia of Extraterrestrial Encounters. Ha lavorato come consulente di teologia al Mutual UFO Network (MUFON) fino al 1972 ed è uno dei direttori del consiglio internazionale del Fondo per la ricerca sugli UFO (FUFOR).

### La Bibbia e i dischi volanti
Downing ha scritto The Bible and Flying Saucers nel 1968. Nel suo libro scrive che Gesù era un extraterrestre mandato sulla Terra per liberare il mondo dal peccato e dalla malvagità. Per sostenere le sue affermazioni, cita diversi passi della Bibbia come quello in cui Gesù dice di non essere di questo mondo (Giovanni  8:23). Downing crede anche che Gesù lasciò la Terra con un disco volante per tornare su un altro pianeta, o forse in un'altra dimensione spaziale. Nel Libro Downing afferma che gli angeli della Bibbia erano in realtà alieni e che questi “alieni angelici” parlarono a Mosè sul Monte Sinai, dove salì a bordo di un UFO per ricevere le tavole di pietra e le indicazioni per costruire il Tabernacolo. Secondo Downing, gli alieni parlarono al profeta Elia e guidarono gli antichi Israeliti, fornendo loro la manna nel deserto. Downing afferma anche che un veicolo volante guidato da esseri alieni intelligenti fu responsabile della divisione del Mar Rosso.

### Negli ultimi anni
Nel 2009 Downing è apparso in una serie documentaria su History Channel intitolata Ancient Aliens.